# Ukrán Egyesített Szociáldemokrata Párt
Az Ukrán Egyesített Szociáldemokrata Párt, röviden SZDPU(o) (ukránul: СДПУ(о) –  Соцiал-демократична партiя України (об`єднана), magyar átírásban: Szocial-demokraticsna partyija Ukrajini, objednana) ukrán politikai párt. 1990-ben alapították Ukrán Szociáldemokrata Párt néven, jelenlegi elnevezését 1996-tól használják. Két alkalommal, az 1998-as, majd a 2002-es parlamenti választáson jutott mandátumhoz a párt. Az 1990-es évek végének, a 2000-es évek elejének egyik legbefolyásosabb politikai pártja volt. A 2004-es narancsos forradalom után a párt marginalizálódott. 2004-ben már csak 2%-kos támogatottságot mértek a pártnak. Fénykorában olyan befolyásos ukrajnai politikusok kötődtek a párthoz, mint Viktor Medvedcsuk, Hrihorij Szurkisz, Leonyid Kravcsuk, vagy Kárpátaljáról Nesztor Sufrics és Viktor Baloha.